# Джанашія Заза Зурабович
Заза Джанашія (груз. ზაზა ჯანაშია, нар. 10 лютого 1976, Зугдіді) — грузинський футболіст, що грав на позиції нападника, зокрема, за російський «Локомотив» (Москва), а також національну збірну Грузії.

## Клубна кар'єра
У дорослому футболі дебютував 1991 року виступами за команду клубу «Динамо» з рідного Зугдіді, в якій провів два сезони. 
Згодом з 1993 по 1996 рік грав у складі команд клубів «Шевардені-1906» та «Самтредія».
Своєю грою за останню команду привернув увагу представників тренерського штабу московського «Локомотива», до складу якого приєднався 1996 року. Відіграв за московських залізничників наступні п'ять сезонів своєї ігрової кар'єри. Більшість часу, проведеного у складі московського «Локомотива», був основним гравцем атакувальної ланки команди.
2001 року повернувся на батьківщину, де грав за «Локомотив» (Тбілісі), а частину 2003 року провів у Туреччині, граючи за «Коджаеліспор».
Завершив професійну ігрову кар'єру в Росії, у клубі «Балтика», за команду якого виступав протягом 2004 року.

## Виступи за збірну
1997 року дебютував в офіційних матчах у складі національної збірної Грузії. Протягом кар'єри у національній команді, яка тривала 5 років, провів у формі головної команди країни 9 матчів, забивши 4 голи.
| Дата      | Місто   | Господарі | Результат | Гості      | Турнір                      | Голи | Примітки |
| --------- | ------- | --------- | --------- | ---------- | --------------------------- | ---- | -------- |
| 7-6-1997  | Батумі  | Грузія    | 2 – 0     | Молдова    | Відбір до ЧС 1998           | -    |          |
| 30-5-1998 | Тбілісі | Грузія    | 1 – 1     | Росія      | товариський матч            | 1    |          |
| 5-9-1998  | Тбілісі | Грузія    | 1 – 0     | Албанія    | Відбір до ЧЄ 2000           | -    |          |
| 27-3-1999 | Тбілісі | Грузія    | 1 – 1     | Словенія   | Відбір до ЧЄ 2000           | 1    |          |
| 28-4-1999 | Тбілісі | Грузія    | 1 – 4     | Норвегія   | Відбір до ЧЄ 2000           | 1    |          |
| 2-2-2000  | Ларнака | Грузія    | 2 – 0     | Словаччина | Міжнародний турнір на Кіпрі | -    |          |
| 4-2-2000  | Ларнака | Грузія    | 1 – 1     | Румунія    | Міжнародний турнір на Кіпрі | -    |          |
| 6-2-2000  | Лімасол | Вірменія  | 1 – 2     | Грузія     | Міжнародний турнір на Кіпрі | 1    |          |
| 28-3-2001 | Тбілісі | Грузія    | 0 – 2     | Румунія    | Відбір до ЧС 2002           | -    |          |
| Усього    |         | Матчів    | 9         |            | Голів                       | 4    |          |

## Титули і досягнення
- Володар Кубка Росії (4):

Локомотив (Москва): 1995-96, 1996-97, 1999-2000, 2000-01
- Володар Кубка Грузії (1):

Локомотив (Тбілісі): 2001-02